# Pedro Juan Gutiérrez
Pedro Juan Gutiérrez (Matanzas, Cuba, 27 de enero de 1950) es un escritor, periodista, pintor, poeta, referencia del realismo sucio cubano. En 1998 su libro Trilogía Sucia de La Habana se convirtió en un éxito de crítica y público.

## Biografía

### Primeros estudios
Pedro Juan Gutiérrez vivió cerca de La Marina, junto al río Yumurí. A la edad de diez años vendía cómics en el portal de Sloppy Joe’s Bar. A los 18 años obtuvo una beca de cuatro años para la Escuela Nacional de Artes. Sin embargo, en septiembre de 1966 tuvo que asistir al servicio militar obligatorio. Terminó el 19 de diciembre de 1970.
En 1978 obtuvo el título de licenciado en Periodismo por la Universidad de La Habana, gracias a un curso especial para trabajadores. Trabajó como periodista en radio, televisión, una agencia de noticias y en las revistas Bohemia y Habanera. En la década de los 80 realizó investigaciones en varias cárceles, también en favelas de Brasil, en la frontera entre Estados Unidos y México, y en el sur de España.

### Poesía visual
Desde 1980, aproximadamente, P. J. Gutiérrez comenzó a experimentar con la poesía visual, y participó en cientos de exposiciones en más de veinte países con sus obras de pequeño formato. Su libro No tengas miedo, Lulú combina poesía visual con poesía escrita.
La técnica de pintura de Gutiérrez es de abstraccionismo matérico, como es la serie «Huellas del Animal Tropical». Sus obras se encuentran en colecciones privadas de aproximadamente quince países, entre ellos Suecia, Alemania, España, Estados Unidos, México, Argentina y Brasil.

### Trayectoria literaria
La cuentística de Pedro Juan Gutiérrez hace en homenaje a escritores consagrados: "Melancolía de los leones" fue escrito en la década de 1980, tuvo trece años de elaboración y es un pequeño homenaje a Franz Kafka y Julio Cortázar.
En 1990 se publicó Polizón a bordo, una selección de siete cuentos cortos. Esta serie rinde homenaje a Onelio Jorge Cardoso, el cuentero mayor de Cuba. En ella se publicaron cuentos de escritores cubanos, consagrados y noveles, como el propio Cardoso, Senel Paz, Miguel Mejides, Gregorio Ortega y Pedro Juan Gutiérrez.
En 1991 ganó el Premio Nacional de Periodismo con sus Crónicas de México. Escribió ocho crónicas sobre la frontera entre México y Estados Unidos, de las cuales solo cuatro fueron publicadas en Bohemia. 
Empezó a escribir Trilogía sucia de La Habana a los 44 y en octubre de 1998 la Editorial Anagrama, de Barcelona, la publicó. El éxito de crítica y público fue instantáneo. Fue en el periodo de 1998 a 2003 que publicó los cinco libros del “Ciclo de Centro Habana”. El 11 de enero de 1999 terminó su labor periodística.
Ha escrito libros de poesía (Espléndidos peces plateados, La realidad rugiendo, Fuego contra los herejes, Yo y una lujuriosa negra vieja y Lulú la pérdida y otros poemas de John Snake), una novela policial (Nuestro GG en La Habana) y otra, El nido de la serpiente: Memorias del hijo del heladero, sobre la juventud de su casi ubicuo personaje del «Ciclo de Centro Habana» y alter ego. Su última entrega fue Corazón mestizo, un libro de viajes sobre su país.
Sus referentes principales son autores norteamericanos como Ernest Hemingway o Charles Bukowski, y también obras como Hombres sin mujer de Carlos Montenegro, Boarding Home de Guillermo Rosales o incluso Antes que anochezca de Reinaldo Arenas.

## Contexto de producción

### Dirty realism
El Dirty realism fue un movimiento literario estadounidense que surgió en la década de los 70 y 80 que deriva del minimalismo caracterizado por la sobriedad, la precisión y descripciones breves. El realismo sucio en Latinoamérica muestra la cotidianeidad y algunos estereotipos en la vida de sus pobladores: la constante violencia y las ciudades peligrosas, sucias y llenas de gente miserable.
La prosa de Pedro Juan Gutiérrez es similar a la de Charles Bukowski, por lo cual fue apodado como el Bukowski caribeño por Jorge Herralde.
El tratamiento del realismo sucio en la literatura de Pedro Juan Gutiérrez se construye a través de diversos mecanismos como el lenguaje soez, vulgar y la animalización de la sociedad. Se desacraliza el socialismo sin necesidad de emitir juicios de valor, únicamente relatando, contando las historias. Se derrumban o aniquilan las figuras que simbolizan lo más alto, lo positivo: el rey, la ley, las instituciones; esos modelos son llevados hacia lo más ínfimo.
La obra de Pedro Juan Gutiérrez se presenta como una denuncia social que incluye las miserias de su ciudad y su país, que acompaña con una gran dosis de imágenes escatológicas. Los personajes de sus obras son seres siempre al borde de la muerte o de la locura que luchan por sobrevivir entre mendigos y borrachos, jineteras y pícaros. Entre otras características del realismo sucio está la formación de la tradición oral y pueblerina, la distanciación de cualquier mensaje político y un interés más marcado en historias de individuos marginales que en hechos históricos.

### Hiperrealismo Obsceno
En cambio, el estudioso italiano Gino Tramontana (Doctor en Literatura Hispanoamericana, músico y escritor) es de opinión completamente diferente, quien sostiene que la poética de Pedro Juan Gutiérrez no debe considerarse tan claramente superponible a la de Charles Bukowski y completamente distante del llamado realismo sucio. Tramontana considera que la definición más adecuada es la de hiperrealismo obsceno. Esta teoría fue aceptada y difundida a través de una tesis doctoral por la Universidad Complutense de Madrid, despertando el interés de revistas científicas internacionales como Cultura Latinoamericana y Cuadernos del Hipogrifo. Además, para avalar esta teoría, en 2017 en la facultad de Filología de la Universidad Complutense de Madrid se realizó una conferencia titulada ¿Realismo sucio o hiperrealismo obsceno? y Gino Tramontana entrevistó a Pedro Juan Gutiérrez reafirmando la tesis que ve al autor cubano completamente alejado del movimiento literario definido como realismo sucio.

### Período especial
El período especial fue el momento histórico, a finales de los 80, en el que Cuba perdió la mayoría de su comercio a precios justos con los países de Europa del Este y la URSS y el subsiguiente derrumbe  de la Unión Soviética, al mismo tiempo que Estados Unidos reforzó el bloqueo económico y comercial contra la isla, mediante leyes como la Ley Torricelli (1992), todo lo que provocó una serie de cambios económicos y políticos para la isla a partir de 1990. El “Ciclo Centro Habana” está formado en este período y se refiere a los libros de Gutiérrez en donde la historia se desarrolla en el Centro Habana, el downtown, en los cuales se puede observar una evolución del personaje principal, Pedro Juan.

## Obras

### Novelas
- Trilogía sucia de La Habana (contiene Anclado en tierra de nadie; Nada que hacer y Sabor a mí) (1998)
- El Rey de La Habana (1999)
- Animal tropical (2001)
- El insaciable hombre araña (2002)
- Carne de perro (2003)
- Nuestro GG en La Habana (2004)
- El nido de la serpiente: Memorias del hijo del heladero (2006)
- Fabián y el caos (2015)
- Estoico y frugal (2019)

### Cuentos
- Polizón a bordo (1990)
- Cuentos de La Habana Vieja (1997)
- Anclado en tierra de nadie (1998)
- Sabor a mí (1998)
- Melancolía de los leones (2000)
- Carne de perro (2002)
- Nada que hacer (2002)
- El insaciable hombre araña (2003)
- Diálogos con mi sombra (2013)
- Mecánica Popular (2023)

### Poesía
- Mediciones y sondeos, ganador de una mención de la Unión de Escritores y Artistas de Cuba (UNEAC) en 1980
- La realidad rugiendo (Cuba, poesía gráfica 1987)
- Poesía (Cuba, 1988)
- Espléndidos peces plateados (Buenos Aires, 1996)
- Fuego contra los herejes (Buenos Aires, 1998)
- Yo y una lujuriosa vieja (Montreal, 2005)
- Lulú la perdida y otros poemas de John Snake (Francia y Cuba, 2008)
- Morir en París (2008, publicación española-cubana)
- Arrastrando hojas secas hacia la oscuridad (2012)
- La serpiente roja (2012) con fotografías de Carles Mercader Fulquet
- El último misterio de John Snake (2013)
- El sendero de las fieras (2014)

### Crónicas
- Vivir en el espacio (1987)
- Corazón mestizo: el delirio de Cuba (2007)

### Ensayo
- Cuban Visual Poetry (1993)
- Viejas tesis sobre el cuento (2000)
- Verdad y mentira en la literatura (2001)
- Estallido de la galaxia cubana (2005)
- Urgencia de la poesía (2004)
- Carpentier en los otros (2004)
- Vidas y literatura (2008)
- El caos (inédito)

### Antologías, recopilaciones, selecciones
- Viejo loco, colección de quince cuentos inéditos y otros seleccionados por el propio autor de tres de su libros (2014)
- La línea oscura poesía escogida, 1994-2014 (2015)

### Pinturas y dibujos
- No tengas miedo, Lulú. (2006)
- Peces y manzanas
- Huellas del animal tropical
- Besos de Gloria

## Adaptaciones al cine
Su novela El rey de La Habana (1999) fue llevada al cine en 2015 por el cineasta español Agustí Villaronga. En el proyecto, coproducción entre España y República Dominicana, participaron los actores: Maikol David, Yordanka Ariosa, Héctor Medina Valdés o Jean Luis Burgos entre otros. Su actriz protagónica recibió el premio la Concha de Plata del Festival de Cine de San Sebastián.

## Premios y reconocimientos
- 2000: Premio Alfonso García-Ramos de Novela por Animal tropical.
- 2003: Premio Narrativa Sur del Mundo por Carne de perro.
- 2007: Le Grand Prix de Rhum por glorificar el ron en su obra.
- 2008: Le Prix des Amériques insulaires et de la Guyane édition por El nido de la serpiente.